# Фейнингер, Андреас
Андреас Фейнингер (нем.  Andreas Bernhard Lyonel Feininger, 27 декабря 1906, Париж — 18 февраля 1999, Нью-Йорк) — немецкий и американский фотограф.

## Биография
Сын художника-экспрессиониста, преподавателя Баухауса Лионеля Фейнингера. Изучал архитектуру в Дессау и Гамбурге (1928—1931), год работал в Париже ассистентом у Ле Корбюзье. В 1936 бросил архитектуру, переехал в Стокгольм и занялся фотографией. Выпустил альбом Стокгольм (1936). В 1939, когда шведское правительство запретило проживающим в стране иностранцам водить автомобили и пользоваться фотоаппаратом, эмигрировал в США. Опубликовал книгу Новые пути в фотографии (1939). С 1943 по 1962 постоянно сотрудничал с журналом Life. В дальнейшем работал как свободный художник.

## Творчество
Файнингер обладал способностью к комбинированию содержимого фотографии с формальными критериями, такими как композиция, перспектива и конструкция. Прославился фотографиями Нью-Йорка, а также снимками природы. Работы Андреаса охватывали целый спектр фотографической деятельности: от уличных живых сцен до тщательно выбранных городских видов, от почти абстрактных пейзажей до мельчайших растений, камней, раковин. Издал ряд ценных учебных книг по фотоискусству.

## Признание
Премия Роберта Ливетта от Американского фотографического общества (1966). Премия Международного центра фотоискусства (Нью-Йорк) за жизненное достижение (1991). Премия Германской фотографической ассоциации (1998).